# Андрієвський Марко Олександрович
Андрієвський Марко Олександрович (бл. 1811 — ?) — чиновник для особливих доручень при київському генерал-губернаторі.
Андрієвський прихильно ставився до Тараса Шевченка. Як свідчать чернетки поеми «Марія», поет, ймовірно, давав йому читати цей твір. 6 серпня 1859, після арешту Шевченка, Андрієвський допитував його і своїми висновками допоміг звільненню поета. 9 жовтня 1859 Шевченко просив у листі до Івана Сошенка: «Андрієвському сам занеси малюнок і гарненько поклонись йому од мене» (ймовірно це був офорт «Вечір в Альбано поблизу Рима (Ліс)», з картини М. Лебедєва). Шевченко подарував «Кобзар» Андрієвському 1860 року.